# Rivalidad Steve Austin-The Rock
La rivalidad entre «Stone Cold» Steve Austin y The Rock en la empresa WWE fue una rivalidad luchística protagonizada por dos luchadores de la «Era de la Actitud» (Attitude Era) y figuras importantes en la lucha libre profesional de finales de los años 1990.
Si bien tuvo su origen en 1997, fue en el Royal Rumble de 1999 cuando se intensificó, luego de que The Rock ayudara a Vince McMahon a ganar el Royal Rumble match costándole la victoria a Austin, quien había ganado la tradicional lucha en las dos ediciones anteriores. McMahon, bajo su gimmick o personaje de jefe autoritario, estuvo fuertemente involucrado en esta rivalidad tomando partido de alguno de los dos durante ciertos periodos.
El balance de victorias está a favor de Austin (incluyendo dos en WrestleMania XV y WrestleMania X-Seven por el Campeonato de la WWF).

## Historia
En el año 1997, «Stone Cold» Steve Austin estuvo metido en un feudo con Owen Hart en torno al Campeonato Intercontinental de la WWF, el cual ganó en Survivor Series aún teniendo al público de Montreal en su contra recuperando el título que había dejado vacante en septiembre tras sufrir los efectos de la lesión de cuello que Hart le había ocasionado en SummerSlam. Su primera defensa titular fue éxitosa tras vencer a The Rock en In Your House 19 el 7 de diciembre, aunque perdió nuevamente el título en el Raw siguiente ante el propio The Rock. Esta lucha en principio no iba a efectuarse, pero Vince McMahon la anunció debido a la forma poco convencional en que Austin se llevó la victoria en In Your House y le exigió defender su título.
Iniciando 1998, Austin ganó la batalla real de 30 hombres en el evento Royal Rumble, eliminando en último lugar a The Rock con el famoso boxeador Mike Tyson presenciando el combate desde la múltitud. No obstante, ambos tuvieron pequeños roces en el resto del año, ya que Austin empezaba su otra rivalidad con Mr. McMahon y The Rock tenía una disputa con Mankind por el Campeonato de la WWF, llegando incluso a ganar dicho título en Survivor Series convirtiéndose en el primer campeón mundial afrodescendiente con un final idéntico a la edición anterior.
En el episodio del 16 de noviembre de 1998 de Raw, se crearía The Corporation, fundada por Mr. McMahon y con The Rock como uno de sus miembros volviéndose heel. En esa misma noche, The Rock se llevó otra victoria sobre Mankind en un combate no titular; sin embargo, Mankind recuperó su título con ayuda de Austin en el episodio del 4 de enero de 1999 de Raw, aunque nuevamente The Rock se lo arrebató de manera polémica tras ganarlo en un I Quit match de Royal Rumble (había utilizado una grabación de la voz de Mankind). Después, en el Royal Rumble match, cuando Austin y McMahon eran los únicos hombres en pie, The Rock apareció para distraer al primero y ayudar al segundo a eliminarle para ganar la contienda.
Con Mankind fuera de los cuadriláteros, The Rock tuvo que defender el Campeonato de la WWF ante Austin en WrestleMania XV en lo que sería la primera lucha entre ambos en el evento, la cual Austin obtuvo la victoria para consagrarse como nuevo campeón y alargando la disputa hasta mayo de 1999. En Backlash, Austin retuvo el título tras atacarle en el rostro con el cinturón para luego hacer el Stunner; durante esa lucha, The Rock se volvió nuevamente face al rebelarse contra The Corporation, y después Vince le entregó a Austin la versión Smoking Skull del título.
Desde el otoño de 1999 y la mayor parte del 2000, más allá de pequeños roces en algunas luchas (individuales o multitudinarias) y segmentos, la rivalidad en sí estaría pausada por dos motivos: el mencionado cambio de The Rock a face y el accidente que Austin «sufrió», como parte del kayfabe, en el Survivor Series de 1999, donde se suponía que enfrentaría a The Rock y Triple H en una Triple threat match por el Campeonato de la WWF. El 25 de abril de 2000 en Backlash, Austin regresó después de 6 meses a la programación de WWF salvando a quien años anteriores fue uno de sus rivales directo de un ataque por parte de Triple H y los McMahon ahuyéntadolos con una silla. Este gesto fue entendido como una especie de tregua, con tal de que The Rock se enfocara en su feudo con Triple H mientras que él se enfocaba en el responsable de su ausencia, Rikishi.
Posteriormente en Royal Rumble 2001, Austin y The Rock serían, junto a Kane, los tres últimos finalistas en la batalla real homónima; Kane eliminaría a The Rock, pero después fue eliminado por Austin, rompiendo éste el récord con más victorias de un luchador en un Royal Rumble que se mantiene hasta la actualidad. Rumbo a WrestleMania X-Seven, ambos reanudaron su rivalidad, que en un inicio no había título alguno en juego antes de la victoria de The Rock sobre el entonces campeón de WWF Kurt Angle en No Way Out. Por su parte, Austin puso en juego su oportunidad titular en WrestleMania venciendo a Triple H también en No Way Out. Poco después, se supo que Debra (la esposa de Austin) sería la mánager de The Rock en los programas semanales de WWF previo a su esperada lucha. En WrestleMania X-Seven, luego de 30 minutos de batalla, Austin se llevó otro triunfo sobre The Rock en el magno evento, esta vez en un No Disqualification match atacándolo 16 veces con una silla y celebrando junto con Vince McMahon haciendo oficial su cambio de tweenner a heel.
Después de su lucha en WrestleMania, la rivalidad se pausó de nuevo debido a que The Rock se tomaría un descanso para filmar la película The Mummy Returns. En el verano de 2001, The Rock regresó para ganar el Campeonato de la WCW a Booker T en SummerSlam y se uniría al bando de WWF en la rivalidad contra The Alliance (WCW y ECW) mientras que Austin seguía como monarca de WWF. Tras perder el título mundial de WCW ante Chris Jericho en No Mercy el 21 de octubre, The Rock se enfrentó a Austin por el Campeonato de la WWF el 3 de noviembre en Rebellion, aunque fue derrotado debido a una interferencia de Kurt Angle. Dos días más tarde en Raw, The Rock recuperó el Campeonato de la WCW al derrotar a Jericho, y así fue que tanto él como Austin serían los líderes de sus respectivos equipos en el Traditional Survivor Series match entre la WWF y la coalición WCW/ECW en el evento homónimo. En el evento, el Team WWF (The Rock, Jericho, The Undertaker, Kane & The Big Show) saldría victorioso sobre The Alliance (Austin, Booker T, Kurt Angle, Shane McMahon & Rob Van Dam) quedando ellos dos como los últimos de sus equipos; Austin tenía la victoria asegurada, pero el árbitro se encontraba inconsciente, y Jericho aprovechó para entrar al ring y atacar a The Rock, traicionando a su equipo. Pero la WWF se salvó de la derrota luego de la traición de Angle al golpear a Austin con el cinturón del Campeonato de la WWF en el cráneo, y The Rock ejecutara su Rock Bottom.
En 2002, la rivalidad volvía a pausarse. En ese año, Austin había tenido sus diferencias con los creativos de la renombrada WWE debido al rumbo en que su personaje iba, incluso reclamó el que la empresa le convenció de dejarse ganar un combate ante un novato Brock Lesnar en el King of the Ring; la lucha nunca se dio y Austin se alejaba de WWE hasta febrero de 2003. The Rock, tras su victoria ante Hulk Hogan en WrestleMania X-8, se había envuelto en feudos y luchas con el Campeonato de la WWE de por medio, entre los que destaca su lucha contra Lesnar en SummerSlam, donde éste rompió su marca de campeón más joven de la historia.

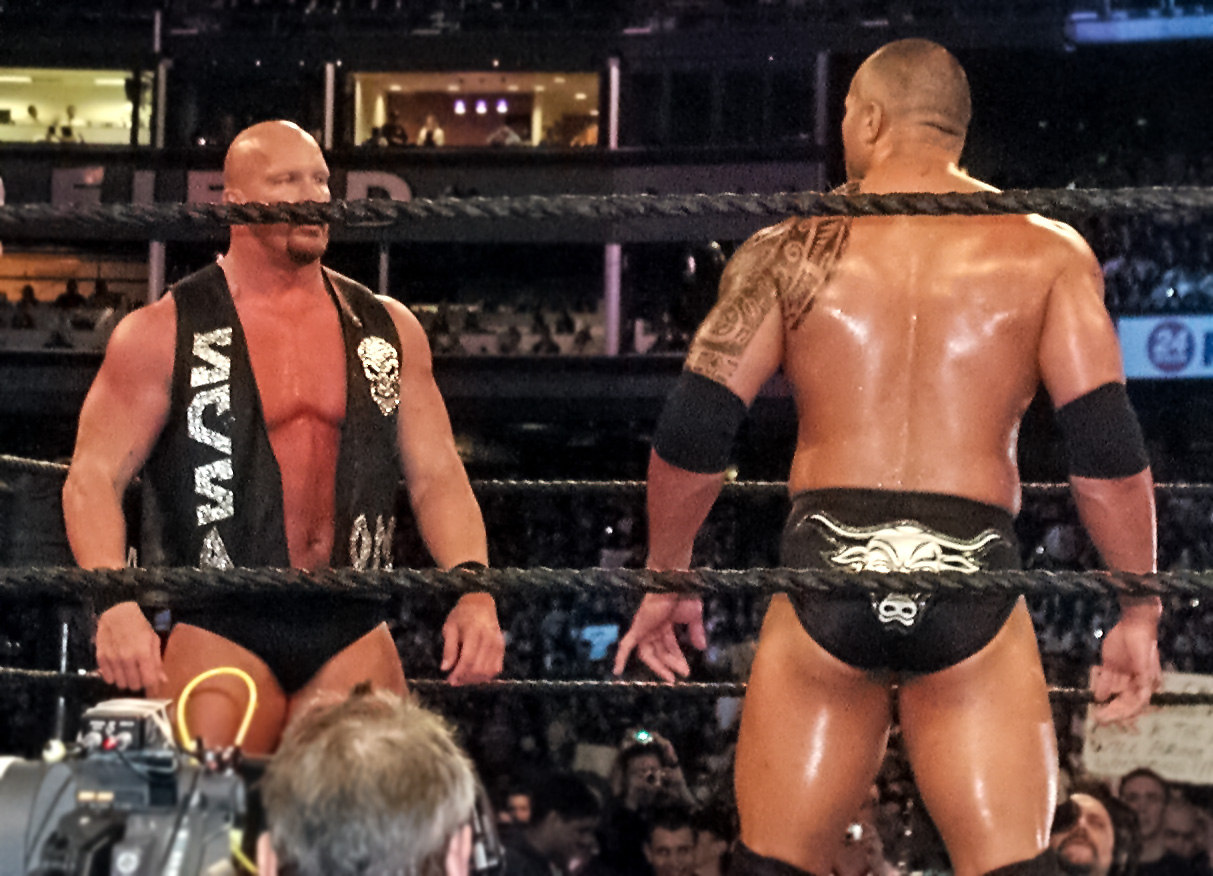
Austin y The Rock previo a su lucha en WrestleMania XIX, una trilogía en el magno evento que marcaba el final de su rivalidad.

Antes de WrestleMania XIX en 2003, tanto Austin como The Rock hacían su regreso a WWE después de meses fuera por distintos motivos. La rivalidad se reanudó después de que The Rock dijera sentir envidia por Austin por ser elegido como la «Superestrella de la Década». En el episodio del 3 de marzo de Raw, se dio el regreso de Austin y mientras cortaba un promo sobre su ausencia, The Rock lo interrumpe para desafiarlo a un tercer combate en WrestleMania. El General Mánager de la marca, Eric Bischoff, pactó una lucha entre The Rock y Booker T para la semana siguiente, cuya estipulación era que si ganaba tendría la opción de tener ese enfrentamiento contra Austin o desafiar a Triple H por el Campeonato Mundial Peso Pesado en el evento. The Rock, con la aprobación de Bischoff, anunció que elegiría a su oponente, que resultó ser The Huricane con tal de conseguir una victoria fácil. Sin embargo, durante la lucha, Austin apareció en la rampa de la entrada, lo que distrajo The Rock y permitió a The Hurricane ganar y hacer oficial la lucha entre ambos. A raíz de su interferencia, se le prohibió a Austin entrar a la arena en el episodio del 24 de marzo, ya que The Rock procedió a realizar el primer «Rock Concert» de la historia esa noche. Sin embargo, logró ingresar a la arena y atacar a The Rock durante el segmento antes de que éste huyera del ring.
El 30 de marzo de 2003 en WrestleMania XIX, Austin y The Rock se enfrentaron por tercera y última vez en el denominado The Showcase of the Immortals. Allí, The Rock pudo desquitarse de sus dos derrotas anteriores, liquidando la lucha con tres Rock Bottoms que darían fin a una rivalidad de casi 6 años. Este también sería el último combate de Austin (hasta 2022), debido a su retiro como luchador profesional, aunque siguió apareciendo con Bischoff bajo el rol de GM; The Rock también tuvo apariciones limitadas hasta semiretirarse por su carrera como actor.